# Westliche Ödkarspitze
Westliche Ödkarspitze är en bergstopp i Österrike.   Den ligger i distriktet Innsbruck-Land och förbundslandet Tyrolen, i den västra delen av landet, 400 km väster om huvudstaden Wien. Toppen på Westliche Ödkarspitze är 2 712 meter över havet, eller 31 meter över den omgivande terrängen. Bredden vid basen är 0,06 km.
Terrängen runt Westliche Ödkarspitze är huvudsakligen bergig. Runt Westliche Ödkarspitze är det ganska tätbefolkat, med 166 invånare per kvadratkilometer.. Närmaste större samhälle är Innsbruck, 16,7 km söder om Westliche Ödkarspitze. 
Trakten runt Westliche Ödkarspitze består i huvudsak av gräsmarker.